# Nationalpark Chorgo Terchiin Tsagaan Nuur
Der Nationalpark Chorgo Terchiin Tsagaan Nuur (mongolisch Хорго-Тэрхийн цагаан нуурын байгалийн цогцолборт газар, Chorgo-Terchiin tsagaan nuuryn baigaliin tsogtsolbort gadsar) liegt in der Mongolei in der Provinz (Aimag) Archangai am nördlichen Rand des Changai-Gebirges. Die Entfernung zur Provinzhauptstadt Tsetserleg beträgt 150 km.
Der Nationalpark bedeckt eine Fläche von 851 km². Er ist benannt nach dem erloschenen Vulkan Chorgo, dessen Umgebung bereits 1965 unter Schutz gestellt wurde, sowie nach dem See Tsagaan Nuur. Das Schutzgebiet wurde 1995 erweitert und zu einem Nationalpark erklärt. Der Park trägt die WDPA Kennung 11746.

## Geographie
Der Kegelvulkan Chorgo erreicht zwar eine Höhe von insgesamt 2240 m ü. d. M., überragt seine Umgebung jedoch nur um einige Hundert Meter. Man kann ihn besteigen und in den rund 100 m tiefen und 200 m breiten Krater sehen. Vom Krater aus erkennt man zwei Nebenkrater des Vulkans sowie um den Vulkan herum ein ausgedehntes Lavafeld, das bei dem letzten Ausbruch vor 7700 Jahren entstand und bis heute nur spärlichen Bewuchs aus Lärchen und Sträuchern aufweist. Im Bereich des Lavafeldes befinden sich mehrere Höhlen, um die sich Sagen und Legenden ranken, z. B. die „Höhle des Gelben Hundes“.
Bis etwa 1920 galt der Chorgo als ein heiliger Berg, den nur Auserwählte betreten durften. In den letzten Jahren wurden am Chorgo zahlreiche Ovoos errichtet – Steinhaufen, an denen man der Geister gedenkt und sie durch das Auflegen eines oder mehrerer weiterer Steine oder einer anderen Opfergabe um ihr Wohlwollen bittet.
Der Vulkan Chorgo liegt etwa 10 km östlich des Sees Tsagaan Nuur, der sich 2060 m ü. d. M. befindet. Er entstand dadurch, dass bei dem Vulkanausbruch vor 7700 Jahren Lavaströme einen Fluss aufstauten, so dass der ansteigende Wasserspiegel einen Teil der Ebene ausfüllte. Der fischreiche See ist 16 km lang, 4–6 km breit und bis zu 20 m tief. Sein Name bedeutet übersetzt „Weißer See“, er beruht auf der Tatsache, dass der See bis Ende Mai von Eis bedeckt ist. Der wichtigste Abfluss des Sees ist der Fluss Suman, der den See im Osten verlässt und stellenweise zwischen dunklem Basalt fließt. Der wichtigste Zufluss ist der Fluss Terch.
Im westlichen Teil des Sees liegt die kleine Insel Chandmani Tolgoi, auf der Kormorane und Möwen brüten. Sie darf nicht betreten werden.
Der Nationalpark Chorgo Terchiin Tsagaan Nuur gibt als eine der Hauptsehenswürdigkeiten der Mongolei. An seinem Nord- und Südufer befinden sich mehrere Jurtencamps zur Unterbringung von Touristen.
Unweit östlich des Nationalparks liegt die Kreisstadt Tariat, in der verschiedene Behörden und Schulen ihren Sitz haben.